# Encrages
Encrages est une collection de bande dessinée petit format et monochrome publiée par les éditions Delcourt. Elle a été lancée en 1997 avec Quelques jours avec un menteur d'Étienne Davodeau, alors que les longs récits en noir et blanc connaissait une certaine vogue, dans le sillage du succès de L'Association. 